# 梅列烏茲
52°58′0″N 55°55′0″E / 52.96667°N 55.91667°E
梅列烏茲（俄语：Мелеу́з）是俄羅斯巴什科爾托斯坦共和國的一座城市，位於該國南部別拉亞河畔，首府烏法以南205公里。2002年人口62,949人。
18世紀開埠，1958年建市。